# Desmond Drummond
Pour les articles homonymes, voir Drummond.
Pas d'image ? Cliquez ici

a Compétitions nationales et continentales officielles uniquement.

b Matchs officiels uniquement.
Desmond Drummond appelé Des Drummond, né le 17 juin 1958 à Savanna-la-Mar (Jamaïque) et mort le 29 janvier 2022, est un joueur de rugby à XIII anglais d'origine jamaïcaine, évoluant au poste  d'ailier dans les années 1970, 1980 et 1990.

## Biographie
Arrivé en Angleterre durant sa jeunesse, Drummond pratique jeune le rugby à XIII. En club, il fait une première partie de carrière au sein de Leigh. Il tente en 1986 une expérience dans le Championnat de Nouvelle-Galles du Sud avec Western Suburbs. Revenu en Angleterre à la suite de l'expérience australienne, il rejoint le club de Warrington puis de Workington. Il termine sa carrière en club après quelques rencontres au sein de Chorley, Prescot Panthers et Barrow.
Il est également l'un des éléments clés des sélections d’Angleterre et de Grande-Bretagne dans les années 1980.
Son frère, Alva Drummond, a été également joueur de rugby à XIII à Leigh.

## Palmarès
- Collectif :
  - Vainqueur du Championnat d'Angleterre : 1983 (Leigh).
  - Finaliste de la Challenge Cup : 1990 (Warrington).

- Invidivuel : 
  - Meilleur marqueur d'essais du Championnat d'Angleterre : 1982 (Leigh).